# 桜井光
桜井 光（さくらい ひかる、女性、1月23日 - ）は、日本のゲームシナリオライター・小説家・脚本家。遊演体、ライアーソフトの所属ライターを経て、2024年現在はフリーで活動中。

## 主な作品

### ゲーム

#### スチームパンクシリーズ
- 蒼天のセレナリア 〜what a beautiful world〜（2006年7月7日 ライアーソフト、企画原案・シナリオ）
  - 蒼天のセレナリア 〜What a beautiful world〜 Full Voice ReBORN（2011年12月22日 ライアーソフト、企画原案・シナリオ）
- 蒼天のセレナリア FAN DISC（2006年12月28日 ライアーソフト、シナリオ）
- 赫炎のインガノック 〜what a beautiful people〜（2007年11月22日 ライアーソフト、企画原案・シナリオ）
  - 赫炎のインガノック 〜What a beautiful People〜 Fullvoice ReBORN（2011年12月22日 ライアーソフト、企画原案・シナリオ）
- 漆黒のシャルノス 〜what a beautiful tomorrow〜（2008年11月21日 ライアーソフト、企画原案・シナリオ）
  - 漆黒のシャルノス 〜What a beautiful People〜 Fullvoice ReBORN（2011年12月22日 ライアーソフト、企画原案・シナリオ）
- 白光のヴァルーシア 〜what a beautiful hopes〜（2009年11月20日 ライアーソフト、企画・シナリオ）
- 紫影のソナーニル 〜What a beautiful memories〜（2010年11月26日 ライアーソフト、企画原案・シナリオ・ディレクション）
- Steampunk FullVOICE Fandisk（2012年8月24日 ライアーソフト、企画原案・シナリオ）
- 黄雷のガクトゥーン 〜what a shining braves〜（2012年12月21日 ライアーソフト、企画・シナリオ・総監督）
- 黄雷のガクトゥーン SHINING NIGHT（2013年8月23日 ライア―ソフト、企画・シナリオ・総監督）
- 瞬旭のティルヒア 〜What a beautiful dawn〜（2018年5月25日 ライア―ソフト、原作・監修・シナリオ）
- 緋星のバルトゥーム 〜What a beautiful starlight〜（未発売、監督・脚本・制作）

#### Fateシリーズ
- Fate/hollow ataraxia PS Vita版（2014年11月27日、TYPE-MOON・KADOKAWA・ヒューネックス、シナリオ補佐）
- Fate/Grand Order（2015年7月30日 - 、TYPE-MOON・アニプレックス・ディライトワークス→ラセングル、シナリオ）
- Fate/EXTELLA（2016年11月10日、TYPE-MOON・マーベラス、シナリオアシスタント）
- Fate/Samurai Remnant（2023年9月28日、TYPE-MOON・コーエーテクモゲームス、ストーリー監修[3]・シナリオ[4]）

#### その他のゲーム
- ANGEL BULLET（2004年2月13日 ライアーソフト、シナリオ）
- 絶対地球防衛機 メガラフター（2005年5月20日 ライアーソフト、シナリオ）
- ハチポチ −Liar＆raiL FanDisk−（2011年3月18日 ライア―ソフト、企画・シナリオ）
- 屋上の百合霊さん（2012年3月30日 ライア―ソフト、シナリオ）
  - 屋上の百合霊さん～フルコーラス～（2018年1月26日 ライア―ソフト、シナリオ）
- PSYCHO-PASS サイコパス 選択なき幸福（2015年5月28日 5pb.、シナリオ）

### 小説
- 灰燼のカルシェール 〜What a beautiful sanctuary〜（2013年2月 Nitroplus Books / 2014年10月 星海社文庫）
- 殺戮のマトリクスエッジ（2013年11月 -  ガガガ文庫 既刊3巻）
- 暁のヴァンピレス〜アレグイアーデンの緋百合〜（2014年4月 一迅社文庫） - 原作：PEACH-PIT
- Fate/Prototype 蒼銀のフラグメンツ（2014年9月 - 2017年4月 KADOKAWA / 2024年9月 - 2025年1月 角川文庫 全5巻）- 原作：TYPE-MOON
- PSYCHO-PASS LEGEND 追跡者 縢秀星（2014年8月 マッグガーデン / Nitroplus Books）- 原作：サイコパス製作委員会
- Fate/Labyrinth（2016年1月 KADOKAWA / 2025年2月 角川文庫）- 原作：TYPE-MOON
- Fate:Lost Einherjar 極光のアスラウグ（2022年12月 TYPE-MOON BOOKS 既刊1巻）- 原作：TYPE-MOON

短編小説
- 「電子の果てで待ってて」（『ビジュアルノベルの星霜圏』掲載）
- 「マーク・ヒューズの神はいない」（『クトゥルフ神話アンソロジー「狂宴」』掲載）
- 「ナス＝ホルタスの灰葬、或いは漆黒のシャルノスの…」（『ジャイアニズム』vol4掲載）
- 「花の狼を見た日」（『うででん Complete Book』掲載）
- 「欺瞞の竜」（『黄雷のガクトゥーン・ノベルアンソロジー』掲載）
- 「黄雷のガクトゥーン：ロング・グッド・バイ」（『テックジャイアン』短期連載）
- 「（無題）」（『暁のヴァンピレス 前奏曲-side Kira&Kirill×Ulberta- 』掲載）
- 「Fate/Grand Order 英霊伝承 〜ヘンリー・ ジキル / ハイド〜」（『TYPE-MOONエース』VOL.11掲載）
- 「Fate/Grand Order 英霊伝承 〜エレナ・ブラヴァツキー〜」（『Fate/Grand Order カルデアエース』掲載）
- 「虹の架かる日、御馳走の日」（『小説 魔法使いの嫁 金糸篇』収録）
- Fate/Prototype 蒼銀のフラグメンツ 「Fragments」（「Fate/Prototype 蒼銀のフラグメンツ Drama CD & Original Soundtrack」特典）
- 「狼の肖像」（『TYPE-MOONエース』VOL.15掲載） - 『Fate:Lost Einherjar 極光のアスラウグ』短編
- 「慶安盈月食録」（『Fate/Samurai Remnant TREASURE BOX』収録） - 共著：東出祐一郎

Web小説
- 赫炎のインガノック（全8回）
- 漆黒のシャルノス -ナイハーゴの灰葬-（前中後編）
- 白光のヴァルーシア（全4回）
- 紫影のソナーニル -ウイツィロポクトリの紅涙-（全4回）

### アニメ
- がっこうぐらし！（脚本）
- 乱歩奇譚 Game of Laplace（脚本）
- 冥闇のケルネテル（原案・脚本）
- Fate/EXTRA Last Encore（脚本）
- 彼方のアストラ（脚本）
- Fate/Grand Order -絶対魔獣戦線バビロニア-（脚本）
- セイバーとバーサーカーの日本列島くいだおれの旅（構成脚本協力）

### TRPG
- 魔道書大戦RPG マギカロギア リプレイ 幻惑のノスタルジア（PCエレナ・ブラヴァツキーのプレイヤー）
- 魔道書大戦RPG マギカロギア リプレイ 哲学戦線（PC鳳円しるふのプレイヤー）
- 艦隊これくしょん -艦これ- 艦これRPGリプレイ 願いは海を越えて（PC金剛のプレイヤー、既刊2巻）
- フルメタル・パニック! アンダカヴァ（PCニコのプレイヤー、既刊1巻）
- トワイライトガンスモーク リプレイ サイレント・デイ（PCナインのプレイヤー）
- モノトーンミュージアムRPG リプレイ＆データブック トレイメント（PCアニマのプレイヤー）
- ブラッドムーン サプリメント ギルティウィッチーズ（PC瀬連紫暗のプレイヤー）
- 神話創世RPG アマデウス 神候補たちと冥王の剣リプレイ（PCキザイアのプレイヤー）

### その他書籍
- 蒼天のセレナリア・ザ・ガイド
- 紫影のソナーニル ノベルブック -ヒュプノスの魔眼-
- 「ゲームシナリオのためのSF事典 知っておきたい科学技術・宇宙・お約束110」（「スチームパンク」「サイバーパンク」「ディストピア」の項目を執筆）

### ドラマCD
- たとえ、世界を隔てても（MUJINA）
- Steampunk Quintet!（ライアーソフト）
- 黄雷のガクトゥーン「間違いの悲劇〜Tragedy of Errores〜」（ライアーソフト）
- 紫影のソナーニル「ブルックリンの騎士 EPISODE:BROOKLYN」（ライアーソフト）
- Fate/Grand Order カルデアエース（2017年4月 KADOKAWA）付録 「英霊伝承異聞 ～巌窟王 エドモン・ダンテス～」
- Fate/Prototype 蒼銀のフラグメンツ Drama CD & Original Soundtrack（2017年10月 - 2019年11月 アニプレックス、全5巻）
- クリスマス・キャロル／或いは、冬の夜の夢（2021年8月 劇団嘘屋、原作・脚本[5]）
- ストレンジ・ドリーム／或いは、ストレンジ・ジャーニー（2022年12月 劇団嘘屋、原作・脚本[5]）

### 漫画原作
- 死もまた死するものなれば（原作：海法紀光・桜井光、作画：狛句、協力：モンスターラウンジ。『月刊ドラゴンエイジ』2018年12月号 - 2021年2月号連載）
- Fate/Grand Order 英霊伝承異聞 〜蘆屋道満〜（原作：桜井光 / TYPE-MOON、漫画：古海鐘一。『TYPE-MOONコミックエース』2023年11月29日 - 不定期連載[6]）

### 朗読劇
- クリスマス・キャロル／或いは、冬の夜の夢（2019年12月29日 劇団嘘屋、脚本[7]）
- ストレンジ・ドリーム／或いは、ストレンジ・ジャーニー（2021年9月26日 劇団嘘屋、脚本[8]）
- ストレンジャー・ストレンジャー！（2023年3月26日 劇団嘘屋、脚本[9]）